# Ann Poels
Ann Poels, aussi appelée Ann Fonck ou Ann Fonck-Poels, née le 27 décembre 1978, est une cavalière belge de reining.

## Carrière
Aux Jeux équestres mondiaux de 2010, elle est médaillée d'argent par équipe avec son mari Bernard Fonck, Jan Boogaerts et Cira Baeck. Il en est de même aux Jeux équestres mondiaux de 2014 avec Bernard Fonck, Cira Baeck et Piet Mestdagh, et aux Jeux équestres mondiaux de 2018 avec Dries Verschueren, Bernard Fonck et Cira Baeck.
En 2019, elle est devenue l'une des cavalières NRHA à remporter plus d'un million de dollars en compétition ("NRHA One Million Dollar Rider")  : il s'agit de la deuxième femme européenne à figurer sur cette liste, après sa compatriote Cira Baeck en 2018. 